# Notte Magica - A Tribute to the Three Tenors
Notte Magica - A Tribute to the Three Tenors é o quarto álbum ao vivo do trio pop operático italiano Il Volo, lançado em 2016 pela Sony Masterworks. O álbum conta com a participação do tenor espanhol Plácido Domingo como artista convidado e condutor em diversas faixas, e atingiu a primeira colocação na tabela Top Classical Albums, sendo certificado em planeta pela FIMI por conta das mais de 50 mil cópias vendidas em território italiano.

## Gravação
O concerto que deu origem ao álbum ocorreu em 1 de julho de 2016 na histórica Piazza Santa Croce de Florença, tendo a participação da orquestra do Teatro Massimo di Palermo. O projeta visa homenagear os Três Tenores, no 26º aniversário do primeiro concerto realizado na Copa do Mundo FIFA de 1990. No concerto, o trio de jovens tenores interpreta canções anteriormente gravadas pelos tenores Plácido Domingo, José Carreras e Luciano Pavarotti durante suas turnês globais em conjunto. O próprio Domingo participa do álbum, conduzindo a orquestra em oito faixas em alternância com o maestro Marcello Rota.

## Lista de faixas
| Standard Edition |                                         |                                               |         |  |
| N.º              | Título                                  | Compositor(es)                                | Duração |  |
| 1.               | "Turandot: Nessun dorma"                | Giacomo Puccini                               | 3:32    |  |
| 2.               | "Granada"                               | Agustín Lara                                  | 4:28    |  |
| 3.               | "Mattinata"                             | Ruggero Leoncavallo                           | 2:40    |  |
| 4.               | "L'elisir d'amore: Una furtiva lagrima" | Gaetano Donizetti Felice Romani               | 4:35    |  |
| 5.               | "La Danza"                              | Gioachino Rossini Carlo Pepoli                | 3:37    |  |
| 6.               | "Tosca: E lucevan le stelle"            | Giacomo Puccini Giuseppe Giacosa Luigi Illica | 3:09    |  |
| 7.               | "Torna a Surriento"                     | Ernesto De Curtis Giambattista De Curtis      | 3:48    |  |
| 8.               | "Core 'ngrato"                          | Riccardo Cordiferro Salvatore Cardillo        | 3:00    |  |
| 9.               | "O paese d' 'o sole"                    | Vincenzo D'Annibale Libero Bovio              | 3:33    |  |
| 10.              | "Maria"                                 | Leonard Bernstein Stephen Sondheim            | 3:15    |  |
| 21.              | "Ave Maria (Mater Misericordiae)"       | Romano Musumarra Giorgio Flavio Pintus        | 3:26    |  |
| Duração total:   | Duração total:                          | Duração total:                                | 67:19   |  |

## Desempenho nas tabelas musicais
| Tabela musical (2016)                 | Melhor posição |
| ------------------------------------- | -------------- |
| Alemanha - Offizielle Deutsche Charts | 7              |
| Argentina - CAPIF                     | 6              |
| Austrália - ARIA Charts               | 4              |
| Áustria - Ö3 Austria                  | 33             |
| Coreia do Sul - Gaon                  | 61             |
| Espanha - PROMUSICAE                  | 20             |
| Estados Unidos - Billboard 200        | 186            |
| Estados Unidos - Top Classical Albums | 1              |
| Itália - FIMI                         | 2              |
| México - Top 100 Mexico               | 9              |
| Polónia - ZPAV                        | 35             |

| País   | Provedor | Certificação | Vendagem |
| ------ | -------- | ------------ | -------- |
| Itália | FIMI     | Ouro         | 50,000+  |